# Penny Lancaster
Penny Lancaster (f. 15. marts 1971 i Chelmsford, Essex, England) er en engelsk model, bedst kendt som undertøjsmodel og Rod Stewarts kone.
I 1998 mødte Penny Rod Stewart. Snart datede Stewart og Lancaster. Sladderpressen elskede parret, og det var ikke kun på grund af Penny skønhed, men også fordi Stewart var ved at gennemgå en offentlig skilsmisse fra Rachel Hunter.
Hendes arbejde for firmaet Ultimo gjorde hende kendt. (Udover at være kæreste med Rod Stewart.) Så alle blev meget overrasket da Ultimo besluttede sig for at droppe hende til fordel for Rachel Hunter.
Den 9. marts 2005 friede hendes kæreste gennem lang tid, Rod Stewart til hende på toppen af Eiffeltårnet i Paris. Parret offentliggjorde at de ville giftes så snart at Stewarts skilsmisse fra Hunter var afsluttet. De måtte dog sætte planerne på standby, da Stewart offentliggjorde at Penny var gravid og skulle føde omkring december 2005. I november 2005 blev deres første fælles søn, Alistair Wallace Stewart, født .
Da skilsmissen var endelig  begyndte Penny og Rod at planlægge deres bryllup, og de fortalte at de håbede på at få et barn mere efter de var blevet gift.
Det vil så blive Pennys 2. men Rods 8. Da han er far til: Sarah (født i 1964), Kimberly (født 21 August, 1979), Sean (født 1 september 1980), Ruby (født i 1987), Renée (født 1 Juni 1992), Liam (født 4 september 1994) og selvfølgelig Alistair (født 27 november 2005).
Den 16 juni 2007 giftede Rod og Penny sig uden en privat ceremoni i Italien .